# Iio Kazunori
Iio Kazunori (sinh ngày 23 tháng 2 năm 1982) là một cầu thủ bóng đá người Nhật Bản.

## Giải vô địch bóng đá U-20 thế giới
Iio Kazunori được triệu tập vào đội tuyển U-20 Nhật Bản tham dự Giải vô địch bóng đá U-20 thế giới 2001.